# Порту-Эсперидиан
Порту-Эсперидиан (порт. Porto Esperidião) — муниципалитет в Бразилии, входит в штат Мату-Гросу. Составная часть мезорегиона Юго-запад штата Мату-Гроссу. Входит в экономико-статистический микрорегион Жауру. Население составляет 11 038 человек на 2006 год. Занимает площадь 5815,306 км². Плотность населения — 1,9 чел./км².
Праздник города — 13 мая.

## Статистика
- Валовой внутренний продукт на 2003 год составляет 73 508 338,00 реалов (данные: Бразильский институт географии и статистики).
- Валовой внутренний продукт на душу населения на 2003 год составляет 6961,02 реал (данные: Бразильский институт географии и статистики).
- Индекс развития человеческого потенциала на 2000 год составляет 0,695 (данные: Программа развития ООН).